# 臺北市立雙園國民中學
臺北市立雙園國民中學，簡稱雙園國中，是位於臺北市萬華區和德里的一所國民中學，鄰近大理高中、華江高中。

## 校史
- 1967年：臺北市立雙園初級中學成立。
- 1968年：改制為臺北市立雙園國民中學。
- 1978年：開辦群集式技藝教育印刷班。
- 1989年：設置技藝教育中心。
- 1996年：設立舞蹈資優班。[1][2]

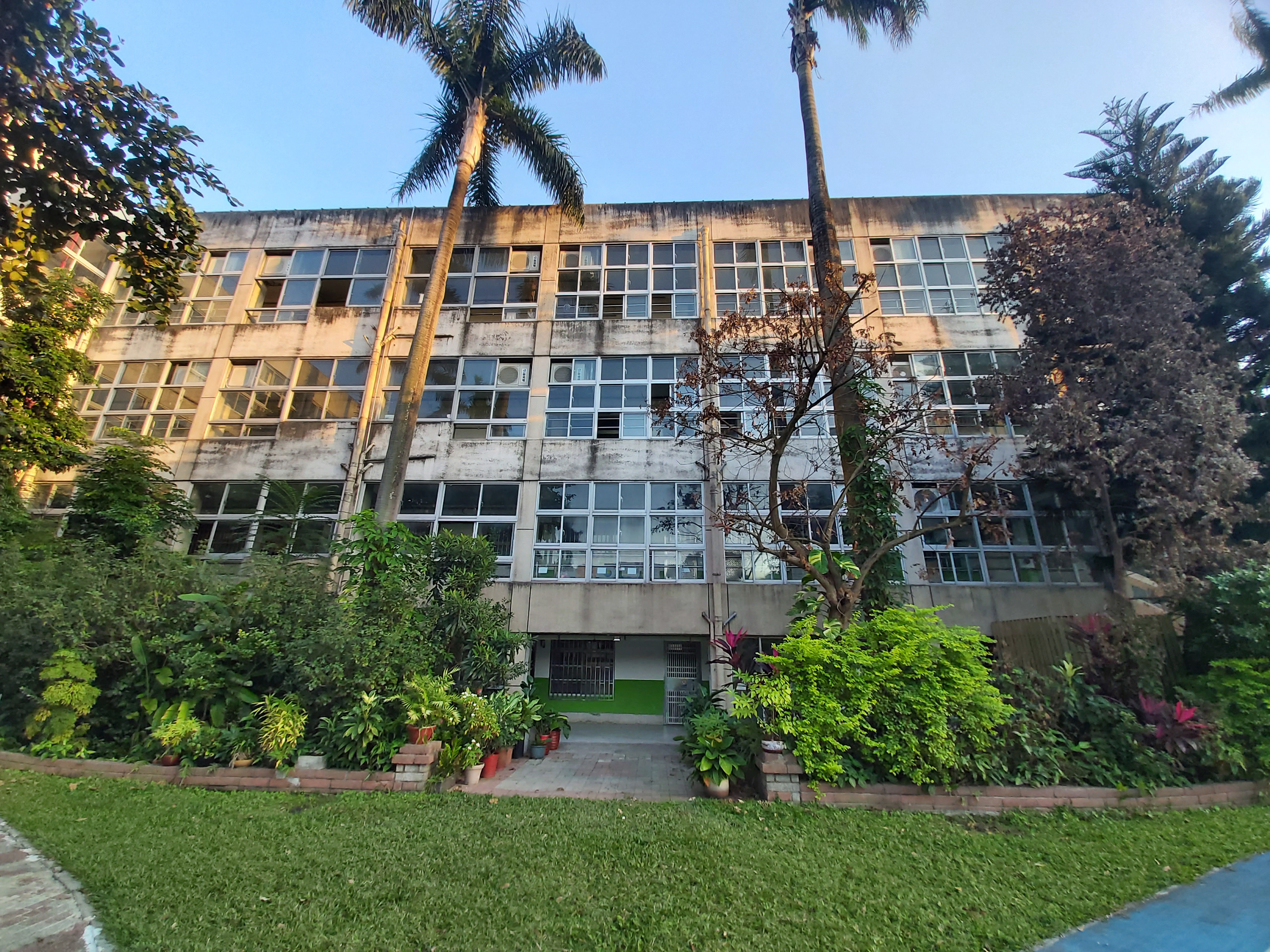
創造樓

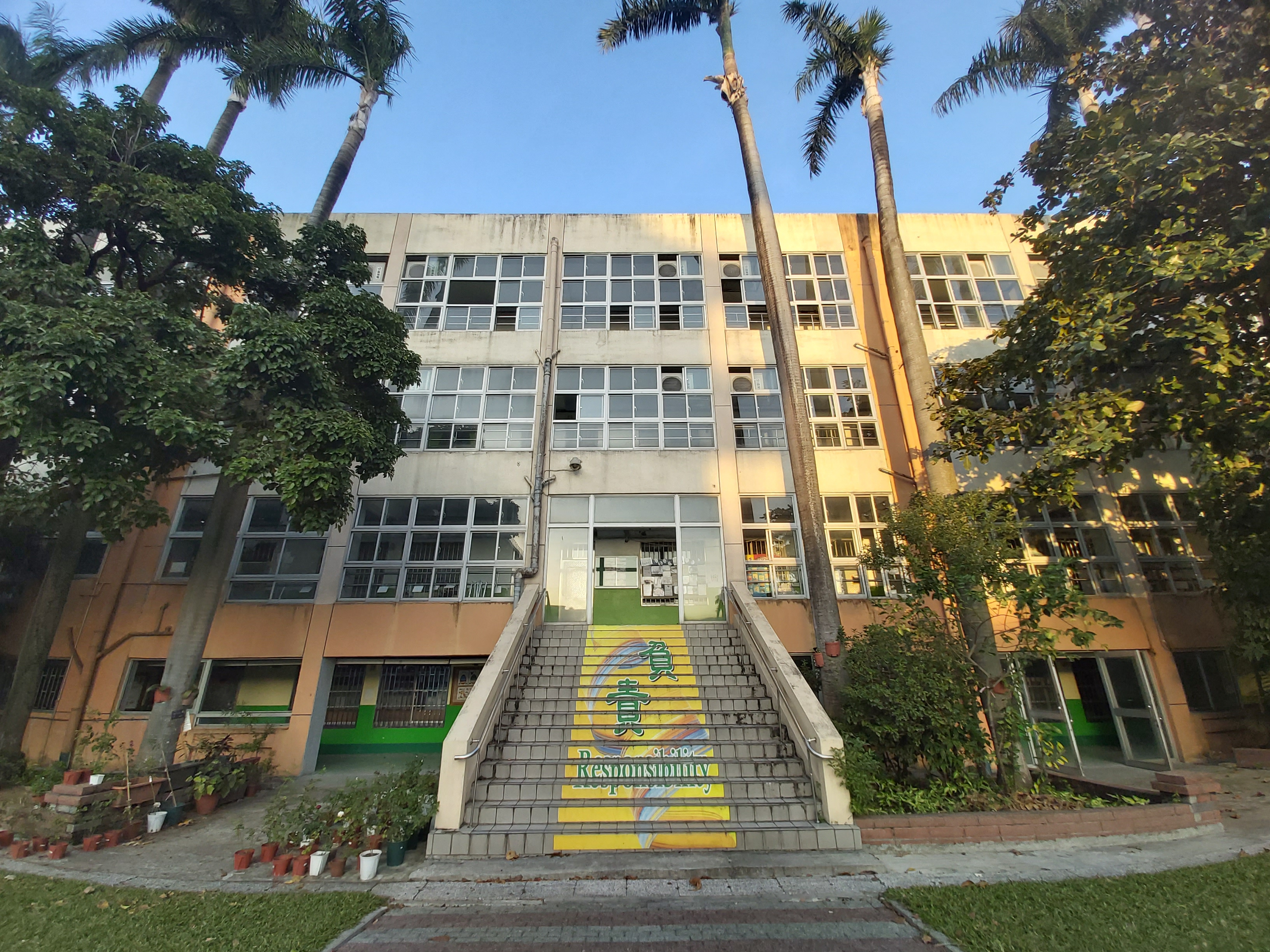
自強樓

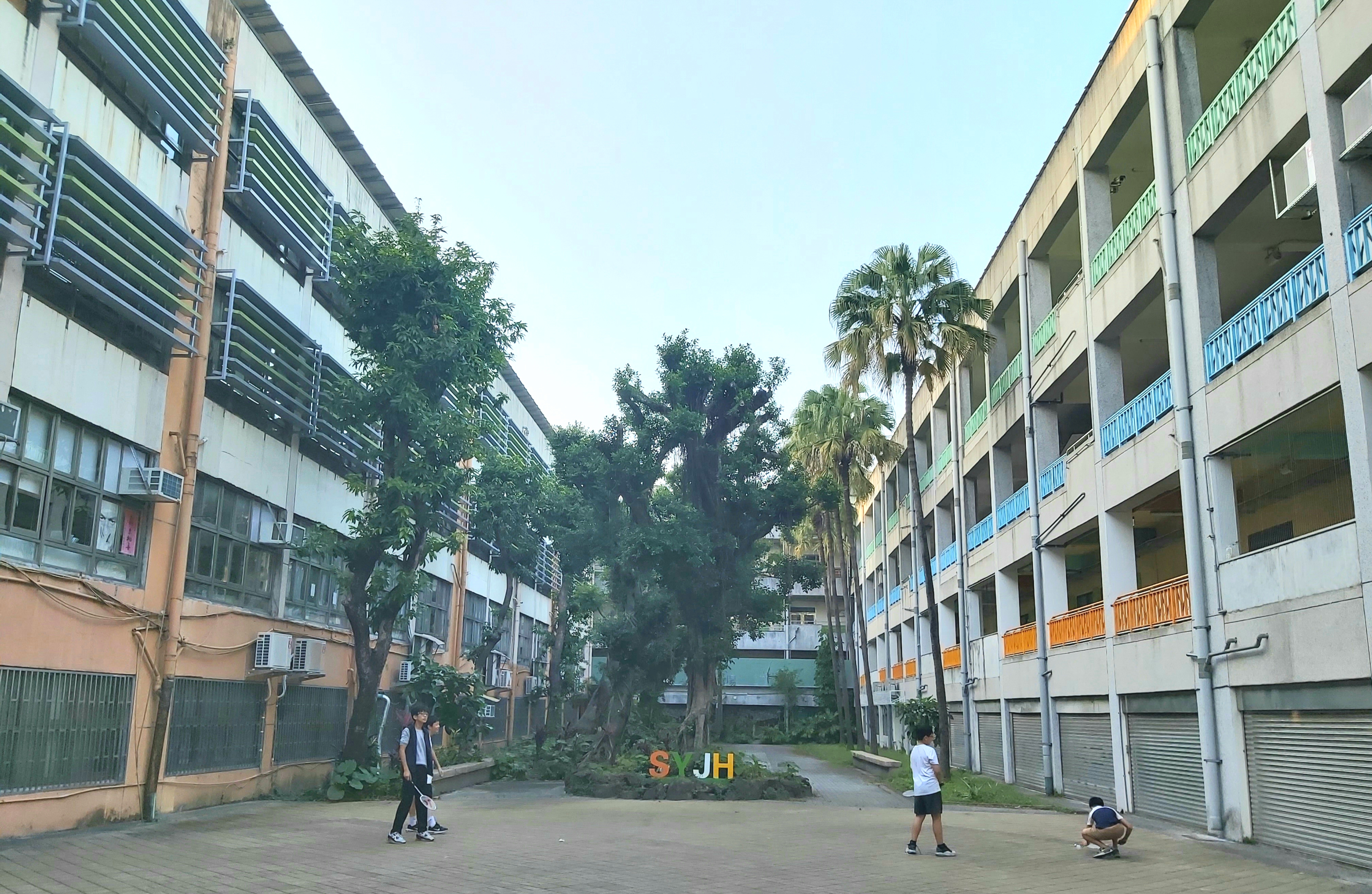
中庭花園

- 1996年：興建多功能綜合大樓及地下停車場，汽車321位。
- 2002年：綜合大樓的天文臺、星象館啟用[3]
- 2003年：設立花燈社團[4][5][6]
- 2007年：設立體育資優班（女壘隊、射箭隊及游泳隊）。
- 2009年：舉辦台北市雙園國中各級學校教師花燈製作研習，一直到2019年才移交給臺北市立建成國民中學舉辦。
- 2012年：成為臺北市試辦學習共同體授業前導學校之一。
- 2013年：配置美國外籍教師至學校服務。
- 2015年：台北市市長柯文哲的「社區公共保母」政策，第一個據點在雙園國中開幕[7]。

## 組織架構
臺北市立雙園國民中學：111學年度(普通班6、體育班3、舞蹈班3、資源班1、特教班2)總計15班，教師預算員額數42人(含主任、專任輔導教師、運動教練)，職員工14人(含校長、職員、約僱)，總計56人，下設3處3室。
- 校長(1人)綜理全校業務及其他有關業務。

- 教務處(7人，教師7人)辦理課程教學、學籍管理、實驗研究與教學設備等業務及其他有關業務。

- 學生事務處(9人，教師12人)辦理學生活動、生活輔導、生活教育、衛生保健及體育活動等業務及其他有關業務。

- 總務處(6人)辦理校內公物維修管理、校舍及財產管理、環境綠美化、公文及檔案管理等業務及其他有關業務。

- 輔導室(6人，教師5人)辦理學生學習及生涯發展輔導、特殊教育等業務及其他有關業務。

- 人事室(1人)辦理人事管理業務。

- 會計室(1人)辦理歲計、會計及統計等業務。

## 歷任校長
| 任別 | 姓名   | 任職時間  |
| ---- | ------ | --------- |
| 1    | 林金鍊 | 1967年8月 |
| 2    | 廖清源 | 1978年2月 |
| 3    | 魏瑞金 | 1985年8月 |
| 4    | 周韞維 | 1989年8月 |
| 5    | 徐浤源 | 1996年8月 |
| 6    | 余國珍 | 2001年8月 |
| 7    | 林財瑞 | 2006年8月 |
| 8    | 郭姿秀 | 2012年8月 |
| 9    | 白玉鈴 | 2019年8月 |

## 學區
萬華區：
孝德里、銘德里、和德里、錦德里、和平里、榮德里、華中里、壽德里、頂碩里、新忠里、新安里、忠貞里、日祥里、雙園里、忠德里、保德里、興德里、日善里。
- 萬華國中、雙園國中、龍山國中共同學區：全德里。
- 萬華國中、雙園國中、龍山國中、臺北市立古亭國民中學共同學區：新和里、日祥里。

## 校友
- 闕志鴻：知名物理學者
- 蕭敬騰：歌手
- 羅小白：爵士鼓手
- 徐國勇：前內政部長

## 外部連結
- 雙園國中 （页面存档备份，存于）